# Leopold Verboven
Leopold Verboven (* 10. Mai 1953 in Veerle) ist ein ehemaliger belgischer Radrennfahrer und nationaler Meister im Radsport.

## Sportliche Laufbahn
Verboven war im Straßenradsport aktiv. Als Amateur siegte er 1973 in der nationalen Meisterschaft im Straßenrennen und gewann zwei Etappen in der Ronde van de Kempen. 1975 siegte er im Eintagesrennen Gent–Wevelgem bei den Amateuren vor Wim Schroyens und holte drei Etappensiege in der Ronde van de Kempen. Im Flèche Ardennaise wurde er Dritter. In der Internationalen Friedensfahrt 1975 wurde er 79.
1976 fuhr er eine Saison ohne Erfolge als Berufsfahrer.